# Feira de Quadrinhos da Casa CDQ CON
A Feira de Quadrinhos da Casa – CDQ CON, antes chamada de Mini Feira HQ BH, é um evento cultural da cidade de Belo Horizonte. Ela acontece anualmente, sendo organizada pela Escola Técnica de Artes Visuais Casa dos Quadrinhos, com apoio da Prefeitura de Belo Horizonte. 
A primeira edição foi realizada em 2017, ela e as demais edições ocorreram no Espaço Cultural da Casa dos Quadrinhos, à exceção de 2020 quando o evento não foi realizado devido à pandemia de COVID-19. O formato trazia um mini Artist's Alley com participação de artistas mineiros, além de mesas de RPG e card games, sessões de Flash Tatoo e tardes de autógrafos.
A 4ª edição da Feira de Quadrinhos da Casa – CDQ COM, que aconteceu em 2021, foi totalmente online. Ela foi realizada com recursos viabilizados pela Lei Aldir Blanc.  Além do Artists’ Alley virtual, a programação contemplou mais de 100 transmissões ao vivo de palestras e workshops, jogos, RPG, campeonatos de board game, coreografias de K-Pop e cosplay.
A 5ª Feira de Quadrinhos da Casa – CDQ Con foi realizada em dezembro de 2022 e aconteceu em formato híbrido, com atrações virtuais e presenciais. Ela foi feita com recursos viabilizados pela Lei Municipal de Incentivo à Cultura e apoio da Prefeitura de Belo Horizonte. O local da 5ª edição foi o Anexo Professor Francisco Iglésias da Biblioteca Pública Estadual de Minas Gerais.  As atividades incluíram oficinas, entrevistas e painéis gratuitos, jogos de RPG, board game, e card games, concurso de cosplay e um Artists’ Alley. A 5ª edição contou como convidado homenageado, o quadrinista paulistano Jefferson Costa, autor dos dois volumes de Jeremias da Graphic MSP.